# Бускускан (станция)
Бускуска́н — посёлок при станции в Беловском районе Кемеровской области. Входит в состав Старобачатского сельского поселения.

## География
Центральная часть населённого пункта расположена на высоте 276 метров над уровнем моря. Остановочный  пункт Бускускан расположен на 267 км железной дороги Юрга-Таштагол (участок Бачаты-Артышта). В районе разъезда Бускускан жд линия описывает две петли.

## Население
По данным Всероссийской переписи населения 2010 года, в Бускускане проживает 223 человека (109 мужчин, 114 женщин).